# Борис Анжеліка Чеславівна
Анжеліка Борис (біл. Анжаліка Борыс; пол. Andżelika Borys; нар. 14 жовтня 1973) — вчителька і польський громадський діяч Білорусі. Голова Спілки поляків Білорусі (обрано в 2005, 2009, 2016), яка не визнається владою Олександра Лукашенка.

## Біографія
Народилася в селі Гребені Городнянського району. Закінчила середню школу в селі Підлипки на Гродненщині, а потім — педагогічний технікум в Замості (Польща). Отримала вищу педагогічну освіту в Білостоці. Після навчання повернулася в Білорусь, щоб викладати польську мову в польській школі в Гродно і в Одельску. У 1995 стала членом Спілки поляків Білорусі (СПБ), а через три роки —керівником його навчального відділу. На шостому з'їзді СПБ в березні 2005 року була обрана головою Спілки, що викликало занепокоєння державної влади Республіки Білорусь. Змінила на цьому посту Тадеуша Кручковського, який прагнув до співпраці з владою. 12 травня 2005 Міністерство юстиції Республіки Білорусь скасувало результати виборів.
За свою діяльність неодноразово стикалася з білоруської правоохоронною системою. Починаючи з 2005 багаторазово викликалася на допити в Комітет державної безпеки, прокуратуру. Кілька разів отримувала великі штрафи або арешт. 9 червня 2008 отримала штраф у розмірі 1,4 млн білоруських рублів (більше ніж 400 €) за організацію 2 травня 2008 в Гродно концерту польського гурту «Lombard».
15 березня 2009 вдруге була обрана головою незареєстрованого Союзу поляків Білорусі. Анжеліка Борис затримана 23 березня 2021 року і засуджена на 15 діб. 25 березня 2021 року Генеральна прокуратура Білорусі повідомила, що порушила кримінальну справу стосовно голови незареєстрованої Спілки поляків Анжеліки Борис та інших осіб за частиною 3 статті 130 КК Республіки Білорусь (розпалювання ворожнечі). Борис та інших звинувачують у проведенні масових заходів, під час яких нібито вшановувалися учасники антирадянських бандформувань, а їх дії нібито переслідували мету реабілітації нацизму, виправдання геноциду білоруського народу.
У березні 2022 року Анжаліку Борис звільнили з-під варти під підписку про невиїзд і з'являлися на допити. У 2023 році звинувачення були зняті.